# 谢建辉 (1971年)
谢建辉（1971年2月—），江西宁都人，汉族，中国共产党党员。中华人民共和国政治人物、第十三届全国人民代表大会江西省代表。

## 生平
2018年，谢建辉被选为江西省出席第十三届全国人民代表大会代表。